# Moldeabilidad

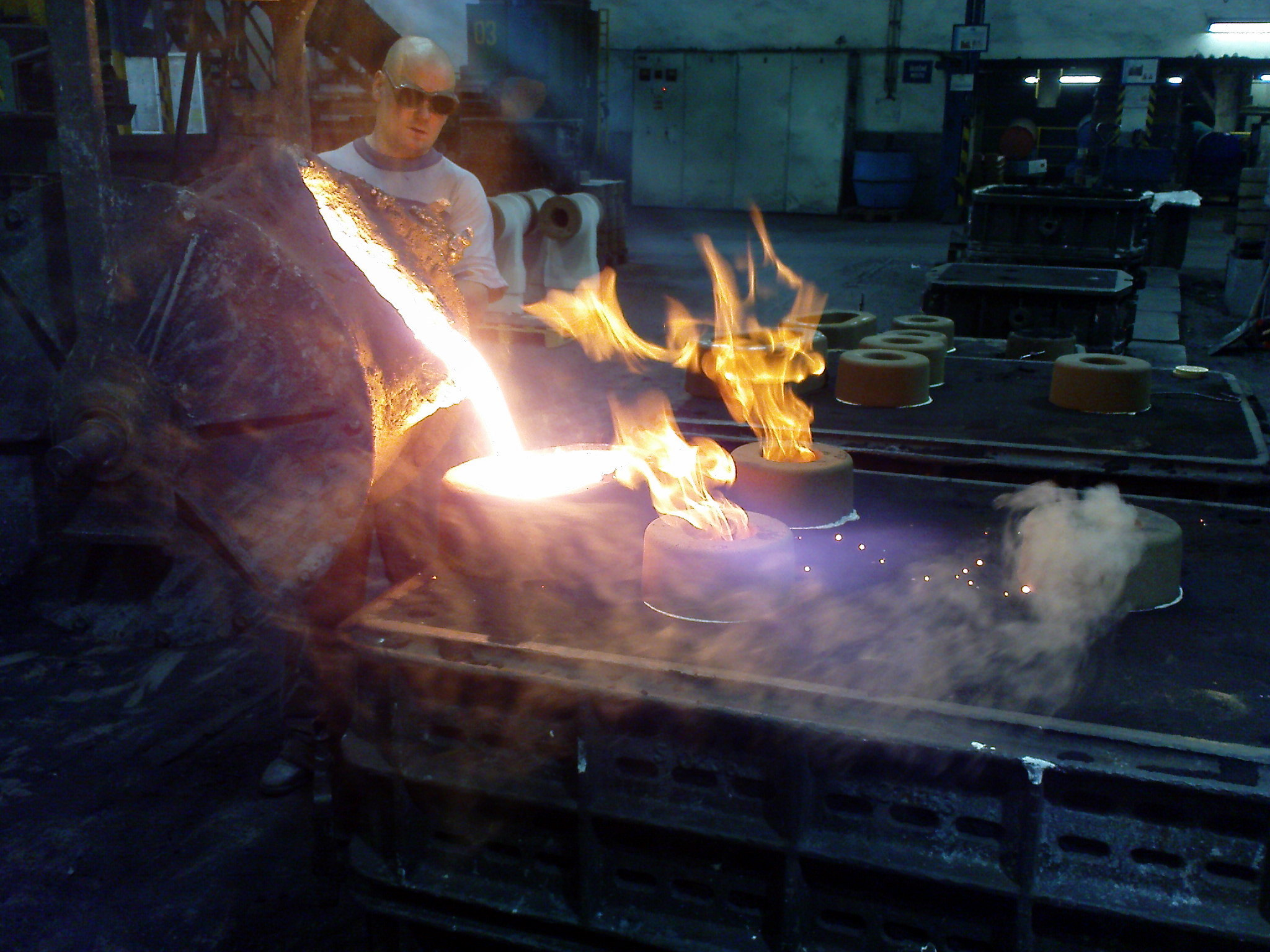
Fabricación de piezas moldeadas en una fundición

La moldeabilidad hace referencia a la aptitud de un proceso para obtener piezas moldeadas sin defectos. La fabricación de piezas muy moldeables se desarrolla fácilmente, supone costos mínimos de utillaje, requiere un consumo energético mínimo, e implica un mínimo de piezas defectuosas. El término puede referirse tanto al diseño de una pieza como a una propiedad mecánica de distintos materiales, especialmente fundidos.

## Diseño de una pieza
El diseño y la geometría de una pieza afectan directamente a su moldeabilidad, siendo el volumen, el área superficial y el número de huecos sus atributos más importantes.
Si el diseño tiene cavidades interiores, disminuye su moldeabilidad debido a la complejidad de los moldes a rellenar. Las secciones largas y delgadas en un diseño también son difíciles de rellenar. Los cambios repentinos en el espesor de la pared también son problemáticos porque inducen turbulencias durante el llenado, y para evitarlo se deben redondear las esquinas. Deben evitarse formas anulares en la ruta del flujo porque pueden causar defectos. Un diseño que cause puntos calientes aislados también disminuye su moldeabilidad. Un diseño ideal tendría solidificación direccional progresiva desde la sección más delgada hacia la más gruesa.
La ubicación de la línea de separación del molde es otro factor a tener en cuenta, porque cuando no está contenida en un plano supone aumentar la complejidad del utillaje a utilizar.
Si un diseño requiere un alto grado de precisión, un acabado superficial fino o una superficie libre de defectos, se reduce la moldeabilidad de una pieza. Sin embargo, el proceso de fundición puede ser muy económico para diseños de piezas que requieren superficies con contornos intrincados, variaciones de espesor y huecos internos.

### Análisis cuantitativo
La moldeabilidad de un diseño puede determinarse parcialmente de forma cuantitativa empleando las siguientes tres ecuaciones. La mejor moldeabilidad se denota por un número mayor:
{\displaystyle {\frac {V_{c}}{V_{b}}}}
donde Vc es el volumen de la fundición y Vb es el volumen de la caja más pequeña en la que cabe la fundición.
{\displaystyle {\frac {6(V_{c})^{2/3}}{A_{c}}}}
donde Vc es el volumen de la fundición y Ac es el área superficial de la fundición
{\displaystyle {\frac {1}{(1+n_{f})^{0.5}}}}
donde nf es el número de huecos (agujeros, cajas, ranuras, salientes, nervaduras, etc.)

## Propiedades del material
Las propiedades del material que influyen en su moldeabilidad incluyen su temperatura de vertido,El término puede referirse tanto al diseño de una pieza como a una propiedad mecánica de distintos materiales, especialmente viscosidad, temperatura de solidificación y tendencias a la formación de escorias o deshechos.